# 費黑爾焦爾毛特
47°59′N 22°31′E / 47.983°N 22.517°E
費黑爾焦爾毛特（匈牙利語：Fehérgyarmat）是匈牙利的城鎮，位於該國東北部，由索博爾奇-索特馬爾-貝拉格州負責管轄，面積52.46平方公里，2011年人口7,873，其中約七成居民信奉基督教。